# MTV Unplugged (Twenty One Pilots)
MTV Unplugged è il secondo album dal vivo del duo musicale statunitense Twenty One Pilots, pubblicato il 21 aprile 2023 dalla Fueled by Ramen.

## Descrizione
L'album immortala l'esibizione del gruppo all'Exchange di Los Angeles tenutasi nell'ambito della serie di concerti acustici MTV Unplugged. Il concerto ha debuttato in televisione e sulle piattaforme di video streaming il 9 giugno 2022, mentre la pubblicazione dell'album è stata annunciata il 3 aprile 2023.

## Tracce
Testi e musiche di Tyler Joseph.
1. Intro – 1:18
2. Stressed Out – 4:23
3. Tear in My Heart – 4:42
4. House of Gold/Lane Boy – 6:59
5. Shy Away – 6:01
6. Ride/Nico and the Niners – 5:19
7. Car Radio/Heathens – 5:38

## Formazione
- Tyler Joseph – voce, basso elettrico, ukulele, tastiera, campionatore, sintetizzatore
- Josh Dun – batteria acustica ed elettronica, drum machine, tamburello, sintetizzatore, voce secondaria

## Classifiche
| Classifica (2023)         | Posizione massima |
| ------------------------- | ----------------- |
| Stati Uniti               | 147               |
| Stati Uniti (alternative) | 23                |